# Hans Gillhaus
Johannes "Hans" Paulus Gillhaus (Helmond, 5 de Novembro de 1963) é um ex-futebolista neerlandês, que atuava como atacante.
Durante uma carreira profissional de 16 anos, ele acumulou cerca de 348 jogos e 146 gols na Eredivisie, principalmente no 's-Den Bosch e PSV, além de jogando no exterior: na Escócia, Japão e Finlândia.
Gillhaus representou os Países Baixos na Copa do Mundo FIFA de 1990.

## Carreira
Nascido em Helmond, Brabante do Norte Gillhaus começou a jogar profissionalmente para o FC Den Bosch, fazendo suas estreias na Eredivisie em 1983-84 (12 jogos, três gols), tendo conseguido marcar 33 gol na liga em suas duas últimas temporadas combinadas.
No verão de 1987, o AC Milan comprou Ruud Gullit do PSV Eindhoven por uma taxa de transferência de registro mundial de 6.000.000 libras, e esse dinheiro foi usado na aquisição de Gillhaus, Wim Kieft e Søren Lerby. O primeiro marcou 15 gols em apenas 26 jogos na primeira temporada, ajudando o clube de Philips a um triplo campeonato histórico - ele apareceu 105 minutos na final da Copa da Europa da campanha, uma vitória por pênaltis de 0-0 contra SL Benfica.
Com a chegada de Romário, Gillhaus encontrou-se relegado a um papel substituto no PSV. Em novembro de 1989, ele assinou com Aberdeen por £ 650,000 e teve um impacto imediato em sua estreia, marcando dois gols (incluindo um chute aéreo) contra o Dunfermline Athletic  em uma vitória por 3 a 0 no East End Park; Isso foi seguido no próximo jogo pelo único gol do jogo contra Rangers, compensando um tiro de curvatura no pé no canto superior de Pittodrie.
Enquanto com o Aberdeen, Gillhaus conquistou uma medalha de campeão da Copa da Escócia em 1989-90, marcando duas vezes no caminho para a final contra o Celtic e começando em uma partida decisiva, outro triunfo de pênalti.
Gillhaus deixou o Aberdeen no início de março de 1993, mudando-se para Vitesse Arnhem por £ 300,000. Ele marcou os 22 melhores gols na carreira em sua primeira temporada completa, quando terminou em quarto e qualificado para a Copa da UEFA.
Aos 31 anos, Gillhaus mudou-se para o exterior, assinando com o Gamba Osaka na J-League japonesa. Em 1998, ele jogou na Finlândia com FF Jaro, e se aposentou no final da temporada seguinte, com quase 36 anos, depois de ajudar o primeiro clube Den Bosch a voltar ao topo.
Imediatamente depois, Gillhaus voltou ao PSV e trabalhou lá como escoteiro por seis anos, depois do qual ele se juntou, na mesma capacidade, Chelsea. Em 23 de agosto de 2011, depois de seis anos com os Blues, foi nomeado diretor de futebol da SV Zulte Waregem.

Em março de 2014, Gillhaus assinou com o Sunderland , coordenando sua rede europeia de escuta.